# Помпей Трог
Гней Помпей Трог (на латински: Gnaeus Pompeius Trogus) е римски историк от келтското племе воконти в провинция Нарбонска Галия през 1 век пр.н.е. по времето на император Август и Тит Ливий.

## Биография
Дядо му служи при Помпей в битките против Серторий и получава чрез неговото влияние римско гражданство – затова и взетото допълнително име Pompeius. Баща му служи като секретар и преводач при Цезар.
Трог пише под влиянието на Аристотел и Теофраст книги по природни науки за растенията и животните и е цитиран често от Плиний Стари. Автор е на историческото произведение на латински Historiae Philippicae в 44 книги, наречено така, понеже Македония, основана от Филип II, е централна тема на произведението му. Той използва писанията на Херодот, Ктезий, Теопомп, Ефор, Тимей, Клитарх, Йероним от Кардия и Полибий. Ползва като източник Универсалната история на Тимаген.
Историята на Помпей Трог не е запазена. По-късно Марк Юниан Юстин пише Historiarum Philippicarum libri XLIV, която съдържа prologi или сбирка от най-важните пасажи от голямата история на Помпей Трог. Фрагменти на Трог се намират в книгите на Йероним, Августин Блажени, Historia Augusta и на други писатели.